# Prosecco

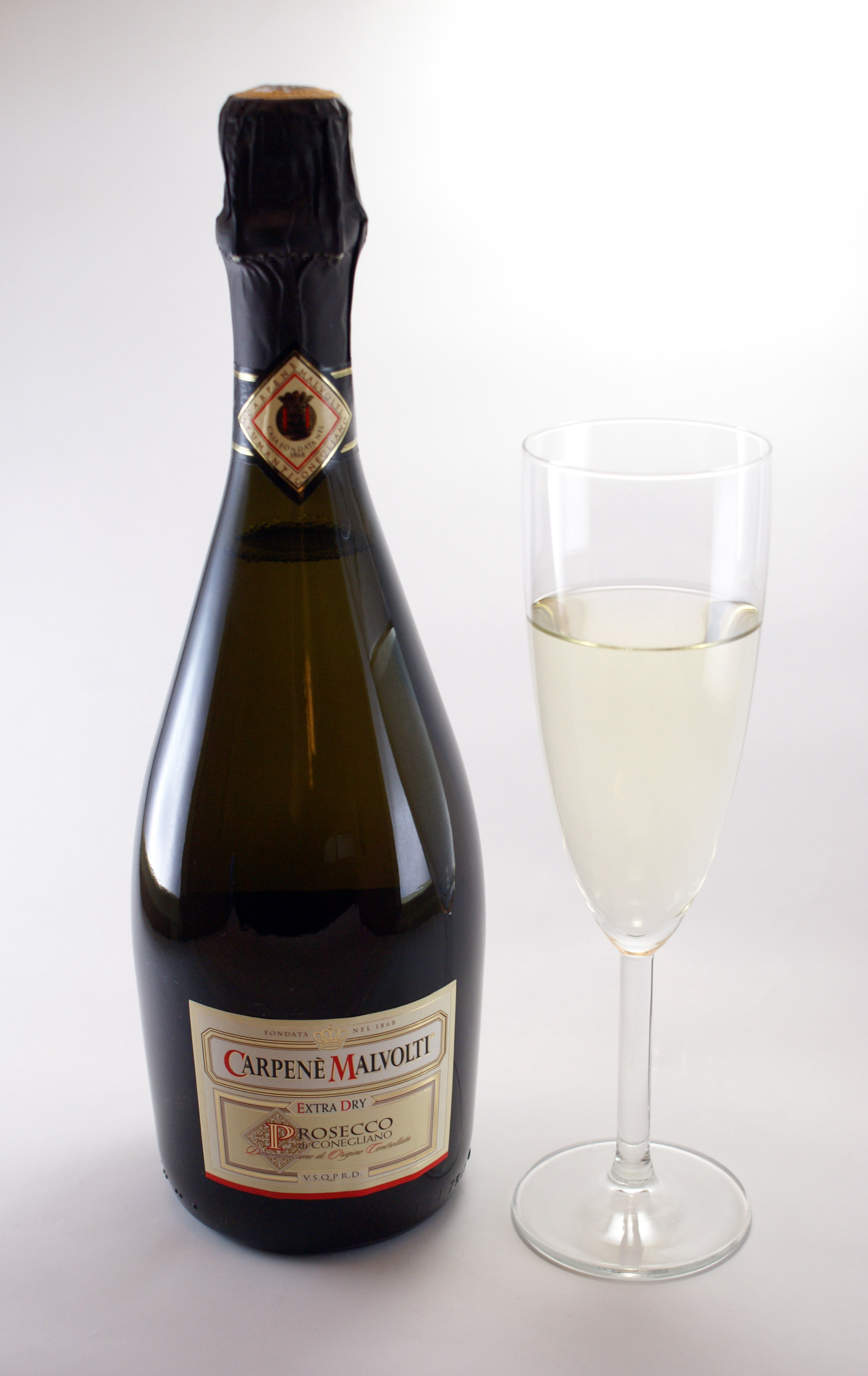
Ett glas Prosecco.

Prosecco är ett mousserande vin från norra Italien. Namnet har tidigare även använts för en sort av vindruva, som 2009 döptes om till Glera för att undvika sammanblandning med det ursprungsbetecknade vinet. Vinet odlas i Veneto-regionen, närmare bestämt i Conegliano och Valdobbiadene, uppe i bergen strax norr om Treviso.
Prosecco finns som svagt bubblande, så kallat frizzante. Det finns också som lite kraftigare bubblande, mer som ett vanligt mousserande vin, och heter då spumante.